# Бутан на літніх Олімпійських іграх 2024
Бутан брав участь у літніх Олімпійських іграх 2024 в Парижі, які тривали з 26 липня по 11 серпня 2024 року. Ця Олімпіада стала загалом одинадцятою поспіль участю країни в літніх Олімпійських іграх після дебюту на літніх Олімпійських іграх 1984 року. Бутан не здобув жодної медалі на літніх Олімпійських іграх 2024 року, та й загалом не здобував медалей за час участі в Олімпійських іграх.

## Спортсмени
Країну на Олімпійських іграх 2024 року представляли 3 спортсмени — по одному в легкій атлетиці, стрільбі з лука та плаванні, з них 2 чоловіки і 1 жінка.
У стрільбі з лука країну представляв Лам Дорджі, який отримав місце на іграх за універсальною квотою. На змаганнях в індивідуальній першості серед чоловіків Дорджі у кваліфікації набрав 663 очки, та посів загальне 28-ме місце, втім у 1/32 фіналу він програв італійцю Алессандро Паолі з рахунком 3-7, та вибув зі змагань.
Уперше в історії Олімпійських ігор представник Бутану брав участь у змаганнях з легкої атлетики після розподілу прямих універсальних місць. У жіночому марафоні країну представляла Кінзанг Лхамо, яка з часом 3:52:59 зайняла 80-те місце на змаганнях. Незважаючи на низьке 80-те місце, спортсменка отримала велику підтримку за її рішучість у завершенні жіночої марафонської дистанції.
У змаганнях з плавання Бутан отримав одне місце за універсальною квотою. На змаганнях країну представляв Сангай Тензін, який брав участь у змаганнях з плавання на 100 метрів вільним стилем серед чоловіків. У попередньому запливі спортсмен із Бутану показав лише загальний 74-ий час із результатом 56,08 с, та не потрапив до фінального запливу.